# Персональный композитный инструмент
Персональный композитный инструмент (Personal Composite Instrument, PCI) — вид синтетических финансовых инструментов, который образуется за счёт выражения стоимости базового инвестиционного портфеля в единицах котируемого портфеля. Безразмерная котировка PCI в каждый момент времени, рассчитывается на основе модели кросс-курса, то есть в виде отношения:
{\displaystyle PCI={\frac {\sum _{i=1}^{M}N_{i}\cdot P_{B}^{i}(USD)}{\sum _{j=1}^{N}N_{j}\cdot P_{Q}^{j}(USD)}}={\frac {B(USD)}{Q(USD)}}}
Здесь B(USD) и Q(USD) представляют собой стоимости базового и котируемого портфелей. Ni — число единиц актива i базового портфеля, а PiB - его текущая цена. Соответственно Nj - число единиц актива j котируемого котируемого портфеля и PjQ - его текущая цена. В тривиальном случае числителю и знаменателю соответствует единственный уникальный актив.
В качестве примера можно привести инструмент Google/Apple. Тогда при единичном объеме базовой и котируемой части текущий курс композитного инструмента Google/Apple формируется как отношение цены одной акции Google и одной акции Apple. Указанная котировка PCI является индикативной — то есть для расчета спекулятивной прибыли используется изменение котировки, а не её абсолютное значение. При совершении торговой операции абсолютное значение котировки изменяется с точностью до постоянного множителя.

## Механизм
Создание композитных инструментов, то есть определение формулы PCI, требует непосредственного указания состава активной (базовой) и пассивной (котируемой) частей. Необходимо указание объема каждого из активов в относительном, или абсолютном выражении.
Торговые операции композитным инструментом осуществляются следующим образом: 
Покупка:
1. Определение инвестором объема средств V0(USD), затраченных на операцию покупки композитного инструмента — то есть объем PCI;
2. Покупка NB единиц базового портфеля при условии, что {\displaystyle {V}_{0}={N}_{B}{P}_{B}(USD)}. Здесь PB(USD)- цена единицы базового портфеля, выраженная в долларах США;
3. Продажа NQединиц CFD котируемого портфеля при условии, что {\displaystyle {V}_{0}={N}_{Q}{P}_{Q}(USD)}.. Здесь PQ(USD) — цена единицы котируемого портфеля, выраженная в долларах США.
Продажа:
1. Определение инвестором объема средств V0(USD), затраченных на операцию продажи композитного инструмента — то есть объем PCI;
2. Покупка NQ единиц котируемого портфеля при условии, что {\displaystyle {V}_{0}={N}_{Q}{P}_{Q}(USD)}. Здесь PQ(USD)- цена единицы котируемого портфеля, выраженная в долларах США;
3. Продажа NBединиц CFD котируемого портфеля при условии, что {\displaystyle {V}_{0}={N}_{B}{P}_{B}(USD)}. Здесь PB(USD) — цена единицы базового портфеля, выраженная в долларах США.
Следует отметить, что после открытия позиции индикативные исторические котировки соответствуют стоимости покупки/продажи композитного инструмента с точностью до постоянного множителя. Действительно, в момент открытия позиции автоматически согласно Условию 3 выполняется нормировка: {\displaystyle PCI=1}. Масштабирование цены, которое осуществляется при совершении операции не оказывает влияние на результаты технического анализа, который может проводиться согласно не нормированным историческим котировкам.
После открытия позиции доходность отдельно взятой сделки PCI с учетом нормировки выражается на основании следующего соотношения:
{\displaystyle R(\%)=\left({\frac {{N}_{B}}{{N}_{Q}}}\right){\Delta PCI}\cdot 100\%={\frac {{N}_{B}{P}_{B}(USD)-{N}_{Q}{P}_{Q}(USD)}{{V}_{0}}}\cdot 100\%}
Здесь {\displaystyle \Delta PCI} указывает на приращение индикативной цены композитного инструмента за время удерживания позиции. Таким образом, после открытия позиции доходность не зависит от начальных цен базового и котируемого портфеля, а определяется структурой композитного инструмента и текущей стоимостью базового и котируемого портфелей.
Торговая модель композитных инструментов полностью соответствует модели операций с кросс-парами валют, например EUR/CHF, или EUR/NZD. Каждая операция покупки/продажи заданного объема композитного инструмента соответствует выполнению двух противоположных операций с активами базовой и котируемой части. При этом дополнительные расходы инвестора, включая спред, своп и др. определяются суммой расходов по каждой из открытых позиций. Начисление дивидендов осуществляется по этому же принципу.
Программная реализация и торговля композитными инструментами представлена например в среде торговой платформы NetTradeX на основе теоретической модели GeWorko: история котировок, технические индикаторы, интерфейс быстрого открытия позиции и т. д.
Целью составления персонального композитного инструмента, как и любого синтетического инструмента является оптимизация инвестиционных характеристик, таких как доходность/риск, аналитический объём информации. В качества примера можно привести ситуацию на рынке, при которой сравнительный фундаментальный анализ двух компаний является менее противоречивым и требует меньших затрат ресурсов, чем оценка инвестиционной привлекательности каждой компании в отдельности, например Google/'Apple. 
На основе композитного инструмента может быть составлен инвестиционный портфель. Для этого согласно модели GeWorko котируемая часть формально определяется эквивалентным объемом американских долларов, а базовая часть представляет собой формулу портфеля:
{\displaystyle PCI={\frac {\sum _{i=1}^{M}N_{i}\cdot P_{B}^{i}(USD)}{N(USD)}}}
Все операции, осуществляемые с портфельным композитным инструментом, соответствуют при этом стандартным операциям покупки/продажи сформированного портфеля.